# Chrysometa nuboso
Chrysometa nuboso là một loài nhện trong họ Tetragnathidae.
Loài này thuộc chi Chrysometa. Chrysometa nuboso được Herbert W. Levi miêu tả năm 1986.